# Donald Glover
Pour les articles homonymes, voir Glover.
Donald Glover, également connu sous les pseudonymes Childish Gambino et mcDJ pour ses activités musicales, est un acteur, scénariste, réalisateur, producteur, humoriste, beatmaker, musicien, rappeur et DJ américain, né le 25 septembre 1983 à l'Edwards Air Force Base en Californie.
Cinématographiquement, il est d'abord connu dans la série télévisée Community, dans laquelle il joue le rôle de Troy Barnes de 2009 à 2013. Il joue ensuite dans les films Seul sur Mars, Spider-Man: Homecoming, ou encore Solo: A Star Wars Story, dans lequel il incarne Lando Calrissian. Il scénarise, réalise et produit la série Atlanta, dans laquelle il joue également. En 2019, il est co-auteur et joue aux côtés de Rihanna dans le court métrage Guava Island.
Musicalement, il se produit sous le pseudonyme de Childish Gambino, en tant que rappeur, chanteur et compositeur, et comme disc-jockey sous le nom de mcDJ. Depuis 2011, il a sorti 4 albums, avec notamment les singles Redbone en 2016 et This Is America en 2018, pour lesquels il remporte plusieurs Grammy Awards.

## Biographie

### Jeunesse et formation
Donald McKinley Glover naît le 25 septembre 1983 sur la base aérienne Edwards Air Force, fils de Donald Glover Senior, postier et de Beverly Smith, assistante maternelle. Il a un frère cadet, Stephen (en). Lorsqu'il a quatre ans, la famille déménage en Géorgie, à Stone Mountain, dans la banlieue d'Atlanta. Ses parents sont témoins de Jéhovah et élèvent leurs enfants dans cette religion,.
Il fréquente le lycée Lakeside et l'école des arts de DeKalb. Il est élu dans son lycée « personne la plus susceptible d'écrire pour Les Simpson ». Il sort ensuite en 2006, diplômé en dramaturgie de la Tisch School of the Arts de l'Université de New-York.
Dès ses études, il relève la question du racisme dans la société américaine, et écrit une pièce de théâtre — Black Peter Pan — une comédie dans laquelle les enfants refusent de partir pour Neverland car ils ont peur d'un Peter Pan ayant la peau noire.
Pendant qu'il est à l'université, Donald Glover produit lui-même sa première mixtape The Younger I Get, qui n'est cependant pas sortie, car il l'a jugée trop violente. Glover a également commencé à produire de la musique électronique, sous le nom de MCD, puis McDJ, remixant l'album de Sufjan Stevens Illinois (2005).

### Révélation comique (2009-2014)

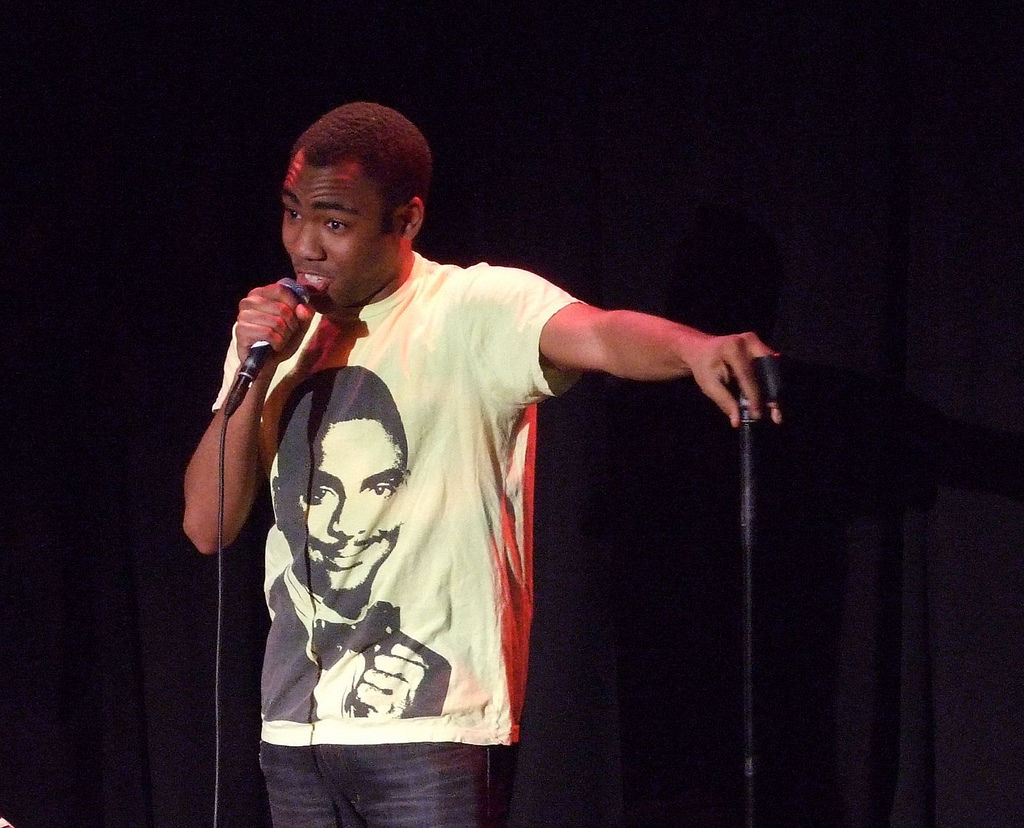
Le comédien en stand-up, en mars 2008.

Alors qu'il vit encore dans les dortoirs de l'université, Donald Glover commence à écrire pour la série comique 30 Rock de Tina Fey qui l'a embauché en grande partie pour son talent mais aussi parce que le fonds pour la diversité de NBC « le rendait gratuit »,.

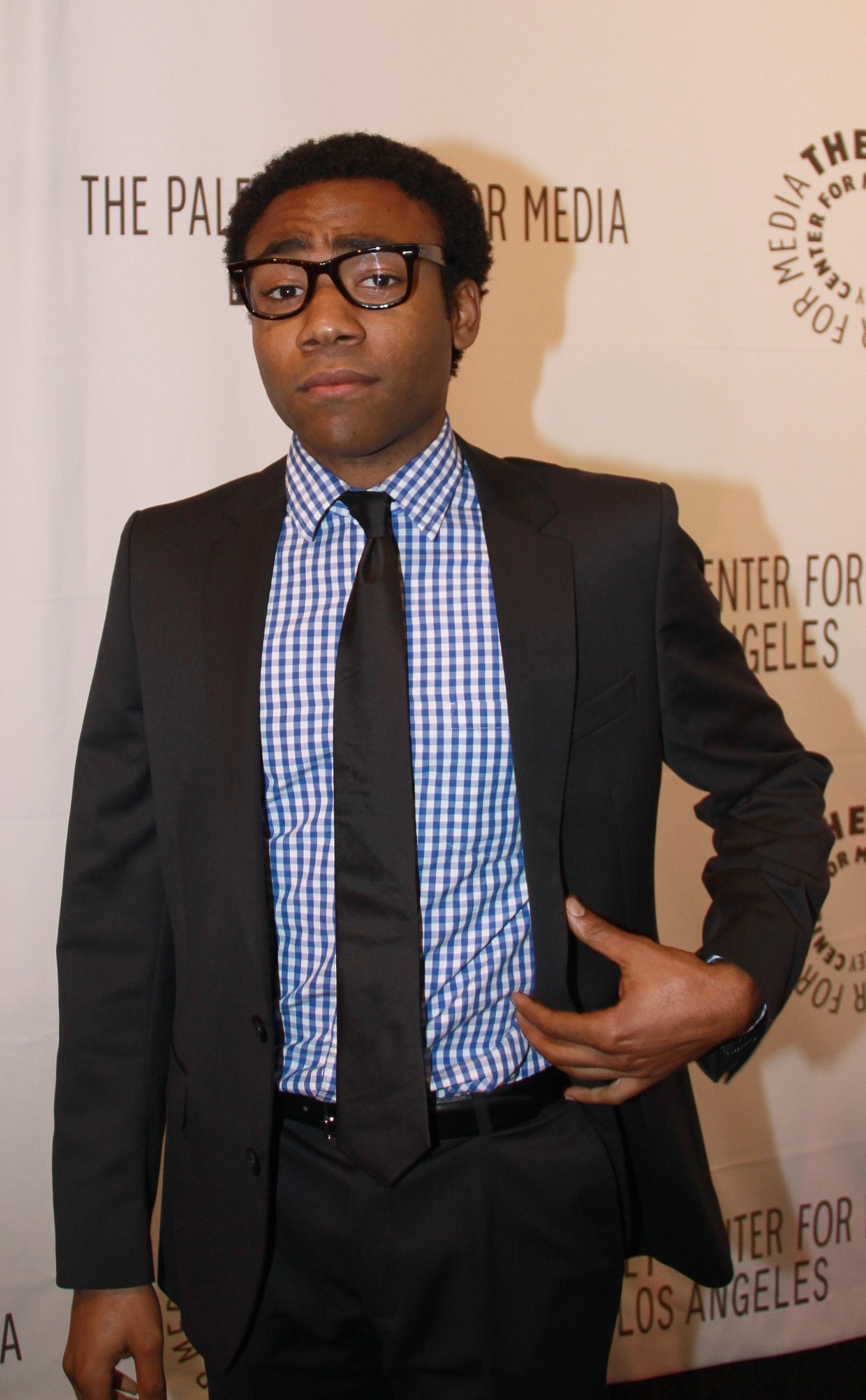
L'acteur au PaleyFest 2010, pour la promotion de Community.

En 2009, il quitte la série au bout de la saison 3 pour se lancer dans une autre, cette fois en tant qu'acteur. Community connait un succès confidentiel en termes d'audiences mais devient rapidement culte, grâce à une écriture décalée et originale et sa large distribution composée de talents comiques d'horizons divers. Glover s'investit lui-même dans les scénarios, et développe une carrière dans le stand-up.
Début 2018, il évoque les remarques racistes de son collègue sur la série, Chevy Chase,, telles que « Le public pense que tu es le plus drôle parce que tu es noir ».
Si Chase quitte la série durant le tournage de la quatrième saison (début 2012), notamment à la suite de difficultés relationnelles avec le créateur Dan Harmon, Glover part seulement au milieu de la cinquième saison (fin 2013). Il enchaîne avec deux apparitions dans la série de HBO, Girls. Mais surtout, il se concentre sur une carrière prometteuse de rappeur, sous le nom de Childish Gambino, et il se lance aussi au cinéma.

### Blockbusters etAtlanta(2015-2018)
En 2015, après quelques petits rôles dans des comédies, il perce au cinéma en étant au casting de deux grosses productions, très attendues : tout d'abord le blockbuster de science-fiction Seul sur Mars, de Ridley Scott, puis une suite, Magic Mike XXL, de Gregory Jacobs.
Par ailleurs, s'il est longtemps annoncé et soutenu par ses fans pour incarner Miles Morales dans le second reboot de la franchise Spider-Man au cinéma, il se contente du doublage du personnage dans la série d'animation Ultimate Spider-Man.

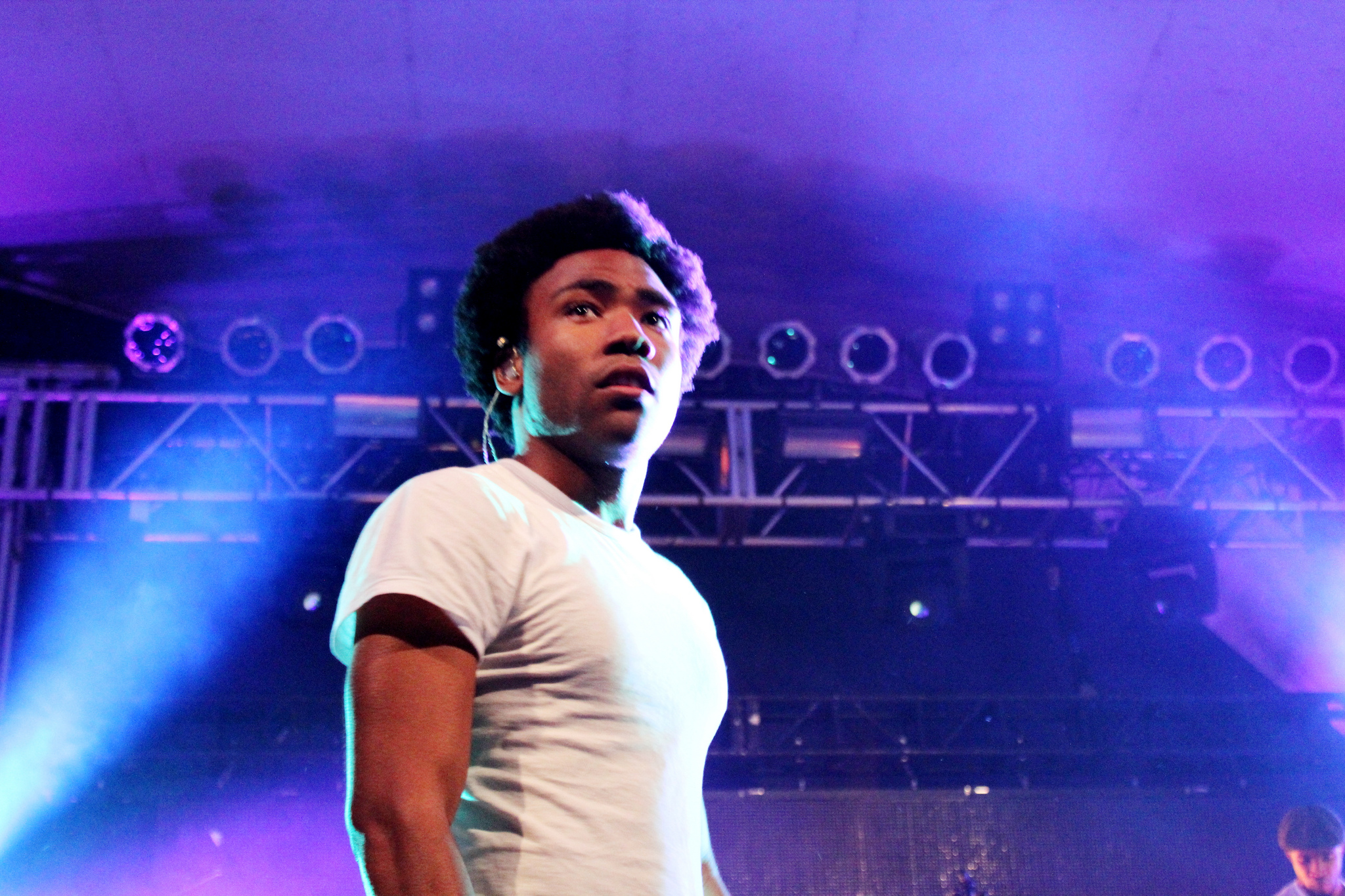
En tant que Childish Gambino, en 2012.

En 2016, alors qu'il sort son quatrième album studio en tant que Childish Gambino, il signe avec la chaîne FX pour développer sa propre série, dont il tient aussi le rôle principal. La première saison de Atlanta est acclamée par la critique, et lui permet de revenir frontalement à la question du racisme, qui occupait déjà une partie de son stand-up. Une scène de prison est inspirée du vécu de son frère Stephen arrêté pour détention de drogue.
En 2017, il accepte de développer une série d'animation Deadpool pour la chaîne FXX, mais finit par abandonner le projet début 2018, pour cause de « différends créatifs » entre lui et la chaîne. Il se concentre sur le bouclage de la seconde saison de Atlanta, mais surtout sur ses tournages pour le grand écran.
En effet, il enchaîne les tournages de blockbusters : en 2017, il prête ses traits à Aaron Davis pour le blockbuster Spider-Man: Homecoming, de Jon Watts, finalement centré sur une troisième version (rajeunie) de Peter Parker ; en 2018, il prête ses traits à une version jeune du mythique Lando Calrissian pour le film préquel Solo: A Star Wars Story, co-réalisé par Ron Howard.
Le 5 mai 2018, alors qu'il assure la promotion du film, il dévoile, en tant que Childish Gambino, son nouveau titre, intitulé This is America.

### Passage au premier plan (depuis 2018)
En mai 2018, celui qui est décrit comme « une figure incontournable de la culture pop » de la fin des années 2010 publie la chanson This Is America, premier single de son album, qui connaît un grand retentissement et fait l'objet de nombreuses analyses et interprétations.
En 2019, lors de la 61e cérémonie des Grammy Awards, Donald reçoit deux Grammys pour l'enregistrement de l'année et pour la chanson de l'année pour This Is America. Il est également nommé deux fois aux iHeartradio Music Awards, dans les catégories "révélation de l'année" et "meilleur clip-vidéo".
Il devient le cinquième clip vidéo à atteindre la barre symbolique des 100 millions de vues en une semaine, après Gentleman du chanteur sud-coréen Psy (trois jours), Look What You Made Me Do de Taylor Swift (trois jours), Hello d'Adele (quatre jours) et Wrecking Ball de Miley Cyrus (six jours).
Au Festival de Cannes 2018, Kathleen Kennedy, la productrice de la saga Star Wars, déclare que le prochain film dérivé pourrait être centré sur le personnage de Lando Calrissian, désormais incarné par Glover, qui a en effet déjà signé avec la production pour plusieurs films
.
En 2019, toujours pour les studios Disney, il double Simba pour le remake numérique du classique d'animation éponyme, Le Roi lion, sous la direction de Jon Favreau.
En décembre 2022, Sony Pictures annonce que Glover est associé au projet d'adaptation du Hypno-Hustler, un ennemi de Spider-Man, en lien avec le Sony's Spider-Man Universe ; Glover sera producteur du film et l'interprète du personnage.
En juillet 2023, Disney annonce que le projet de film sur Lando Calrissian est devenue une mini-série pour Disney+, co-écrite par Donald Glover et son frère Stephen, mais sans l'implication du réalisateur Julien Simien.

## Vie privée
Donald Glover a trois enfants avec sa compagne, Michelle White : Legend (né en fin 2016), Drake (né en janvier 2018) et Donald Jr (né en 2020) .

## Filmographie

### Acteur

#### Cinéma
- 2006 : Channel 96
- 2009 : Mystery Team
- 2010 : Robot Chicken: Star Wars Episode III (doublage)
- 2011 : Les Muppets, le retour
- 2013 : The Sex List de Maggie Carrey : Derrick
- 2014 : Alexandre et sa journée épouvantablement terrible et affreuse de Miguel Arteta : Greg
- 2015 : Lazarus Effect de David Gelb : Niko
- 2015 : Seul sur Mars de Ridley Scott : Rich Purnell
- 2015 : Magic Mike XXL de Gregory Jacobs : André
- 2017 : Spider-Man: Homecoming de Jon Watts : Aaron Davis / le Rôdeur
- 2018 : Solo: A Star Wars Story de Ron Howard : Lando Calrissian
- 2019 : Le Roi lion (The Lion King) de Jon Favreau : Simba
- 2023 : Spider-Man : Across the Spider-Verse de Kemp Powers : Aaron Davis / le Rôdeur
- 2024 : Mufasa : Le Roi lion : Simba
- prochainement[Quand ?] : Star Wars: Lando : Lando Calrissian (pré-production)
- prochainement[Quand ?] : Hypno-Hustler :  Hypno-Hustler Antoine Delsoin/ Hypno-Hustler

#### Télévision
- 2005 : Late Night with Conan O'Brien
- 2006-2009 : 30 Rock : apparitions et Tracy Jordan jeune (épisode « Live from Studio 6H »)
- 2009-2014 : Community : Troy Barnes
- 2012 : Donald Glover : Weirdo : lui-même
- 2013 : Girls : Sandy
- 2015 : Ultimate Spider-Man : Miles Morales / Spider-Man (voix)
- 2015 : China, IL : William "Transfer Billy" (voix)
- 2016-2022 : Atlanta : Earnest « Earn » Marks
- 2018 : Saturday Night Live : Lui-même, présentateur
- 2019 : Guava Island d'Hiro Murai (en) : Deni Maroon
- 2024 :  Mr. et Mrs. Smith (Mr. & Mrs. Smith) : John Smith (également créateur, scénariste et producteur délégué)

#### Clips
- 2011 : Our Deal de Best Coast (réalisé par Drew Barrymore)
- 2012 : Freaks and geeks
- 2013 : Do or Die (ft. Flux Pavilion)
- 2014 : Sweatpants (ft. Problem)
- 2014 : 3005
- 2014 : Telegraph Ave
- 2014 : Urn
- 2015 : Sober
- 2018 : SZA - Garden (Say It Like Dat)
- 2018 : This is America
- 2018 : Feels Like Summer

### Producteur
- 2016-2022 : Atlanta
- 2023 : Swarm (série télévisée)
- 2024 :  Mr. et Mrs. Smith (Mr. & Mrs. Smith)

### Scénariste
- 2016-2022 : Atlanta (créateur)
- 2019 : Guava Island de Hiro Murai
- 2024 :  Mr. et Mrs. Smith (Mr. & Mrs. Smith) - 2 épisodes
- en projet : Lando (série TV)

## Discographie
Sous le nom de Childish Gambino

### Albums studio
- 2011 : Camp
- 2013 : Because the Internet
- 2016 : Awaken, My Love!
- 2020 : 3.15.20
- 2024 : Atavista
- 2024 : Bando Stone and The New World

### EPs
- 2011 : EP
- 2014 : Kauai
- 2018 : Summer Pack

### Mixtapes
- 2008 : Sick Boi
- 2009 : Poindexter
- 2010 : I AM JUST A RAPPER
- 2010 : I AM JUST A RAPPER 2
- 2010 : Culdesac
- 2012 : R O Y A L T Y
- 2014 : STN MTN

## Tournées
- IAMDONALD Tour (2011)
- The Sign-Up Tour (2011)
- Camp Gambino Tour (2012)
- Deep Web Tour (2014)
- This Is America Tour (2018)

## Distinctions
| Année | Récompense                                        | Catégorie                                              | Œuvre                                                            | Résultat   |
| ----- | ------------------------------------------------- | ------------------------------------------------------ | ---------------------------------------------------------------- | ---------- |
| 2016  | Critics' Choice Television Awards                 | Meilleur acteur dans une série comique                 | Atlanta                                                          | Lauréat    |
| 2017  | Golden Globes                                     | Meilleur acteur dans une série musicale ou comique     | Atlanta                                                          | Lauréat    |
| 2017  | Primetime Emmy Awards                             | Meilleur acteur dans une série comique                 | Atlanta                                                          | Lauréat    |
| 2017  | Primetime Emmy Awards                             | Meilleure réalisation pour une série comique           | Atlanta épisode B.A.N.                                           | Lauréat    |
| 2017  | Primetime Emmy Awards                             | Meilleur scénario pour une série comique               | Atlanta épisode B.A.N.                                           | Nomination |
| 2017  | Primetime Emmy Awards                             | Meilleur scénario pour une série comique               | Atlanta épisode Streets on Lock                                  | Nomination |
| 2017  | BET Awards                                        | Meilleur acteur                                        | Atlanta                                                          | Nomination |
| 2017  | Black Reel Awards for Television                  | Meilleur acteur dans une série comique                 | Atlanta                                                          | Lauréat    |
| 2017  | Black Reel Awards for Television                  | Meilleur scénario pour une série comique               | Atlanta épisode B.A.N.                                           | Nomination |
| 2017  | Black Reel Awards for Television                  | Meilleure musique de série                             | Atlanta, avec Ludwig Göransson et Jen Malone                     | Nomination |
| 2017  | Black Reel Awards for Television                  | Meilleure réalisation pour une série comique           | Atlanta épisode B.A.N.                                           | Nomination |
| 2017  | Directors Guild of America Awards                 | Meilleure réalisation pour une série comique           | Atlanta épisode B.A.N.                                           | Nomination |
| 2017  | Gay and Lesbian Entertainment Critics Association | Meilleur acteur de télévision de l'année               | Atlanta                                                          | Nomination |
| 2017  | Gold Derby Awards                                 | Meilleur acteur dans un rôle principal                 | Atlanta                                                          | Lauréat    |
| 2017  | Gold Derby Awards                                 | Épisode de comédie de l'année                          | Atlanta épisode B.A.N.                                           | Nomination |
| 2017  | NAACP Image Awards                                | Meilleure réalisation pour une série comique           | Atlanta épisode Atlanta: Value                                   | Lauréat    |
| 2017  | NAACP Image Awards                                | Meilleur acteur dans une série comique                 | Atlanta                                                          | Nomination |
| 2017  | NAACP Image Awards                                | Meilleur scénario pour une série comique               | Atlanta épisode B.A.N.                                           | Nomination |
| 2017  | MTV Movie & TV Awards                             | Meilleur acteur de télévision                          | Atlanta                                                          | Nomination |
| 2017  | PGA Awards                                        | Meilleurs producteurs pour une série télévisée comique | Atlanta, avec Dianne McGunigle, Paul Simms, Hiro Murai, Alex Orr | Lauréat    |
| 2017  | Television Critics Association Awards             | Meilleure interprétation dans une série comique        | Atlanta                                                          | Lauréat    |
| 2017  | Writers Guild of America Awards                   | Meilleur scénario pour une série télévisée comique     | Atlanta, avec Stephen Glover, Stefani Robinson, Paul Simms       | Lauréat    |
| 2017  | Writers Guild of America Awards                   | Meilleur scénario pour une nouvelle série télévisée    | Atlanta, avec Stephen Glover, Stefani Robinson, Paul Simms       | Lauréat    |
| 2017  | Writers Guild of America Awards                   | Meilleur scénario pour un épisode comique              | Atlanta épisode Streets on Lock                                  | Nomination |

## Voix francophones
En version française, Donald Glover est dans un premier temps doublé par Olivier Prémel dans Community, Corinne Martin dans 30 Rock et Pascal Nowak dans Alexandre et sa journée épouvantablement terrible et affreuse.
Depuis 2015, Diouc Koma est la voix régulière de l'acteur, le doublant dans Lazarus Effect, Seul sur Mars, Atlanta ou encore Spider-Man: Homecoming. Parallèlement, Mohamed Sanou le double dans Solo: A Star Wars Story.